# Laranja mordente 37
Laranja mordente 37, laranja cromo ácido 2R ou laranja cromo LR, é o composto orgânico, corante azo-composto, de fórmula C16H13N4NaO5S e massa  molecular 396,35. Classificado com o número CAS 6441-98-1, C.I. 18730 e CBNumber CB2940805. É solúvel em água onde forma uma solução alaranjada. Solúvel em etanol produzindo solução verde amarelada.

## Obtenção
É obtido pela diazotação do ácido 3-amino-4-hidroxibenzenossulfônico (na imagem, em vermelho) e copulação com 3-metil-1-fenil-1H-pirazol-5(4H)-ona (em azul).

## Usos
É usado para tingimento de tecidos de lã.